# Åkesta
Åkesta är en småort i Skultuna socken i Västerås kommun, och ligger cirka 4 km norr om Västerås.
I Åkesta ligger Åkesta observatorium. 
År 1990 byggdes en ekoby.